# زیادلی
زیادلی (به لاتین: Ziyadlı) یک منطقه مسکونی در جمهوری آذربایجان است که در شهرستان ساموخ واقع شده است. زیادلی ۲۰۹۱ نفر جمعیت دارد.